# Parmenion
Parmenion (grekiska: Παρμενίων), född cirka 400 f.Kr., död 330 f.Kr., var en betydande makedonsk general i Filip II:s och Alexander den stores tjänst.
Parmenion genomförde redan 356 f.Kr. segerrikt ett krig mot illyrerna och användes sedan av Filip II i många viktiga militära och politiska uppdrag. Vid mordet på Filip II var han en etablerad general i den aristokratiska eliten.

## Parmenion och Attalos
336 f.Kr. sändes Parmenion tillsammans med Attalos och Amyntas över till mindre Asien för att bland grekerna där förbereda det kommande kriget mot Persien, som Filip tänkt genomföra och som nu skulle genomföras av Alexander. En av de första åtgärderna som Parmenion tvingades göra i Alexanders tjänst var att låta avrätta Attalos. Attalos systerdotter Kleopatra hade gift sig med Filip och fått en son, som i framtiden skulle utgöra ett hot mot Alexander. Hela familjen röjdes därför ur vägen.

## Parmenion och Alexander
Bland de fältherrar som följde med Alexander den store till Asien hade Parmenion den främsta platsen genom ålder, rang och att han stått Filip nära. Som sådan var Alexander mer eller mindre tvungen att lyssna på honom och ta honom på allvar. I förhållandet mellan Parmenion och Alexander tycks dock med tiden en viss spänning ha uppstått, och det var långt från alltid som Alexander i slutändan gjorde som Parmenion föreslog. 
Parmenion brukade vid alla tillfällen förespråka på en försiktig krigföring. Vid ett känt och ofta återgivet tillfälle, då den persiske storkonungen Darius III sänt ett fredsförslag till Alexander som gick ut på att han skulle få stora rikedomar och halva det persiska riket om han accepterade att sluta fred, rådde Parmenion Alexander att göra detta. Alexander svarade då att det skulle han, om han vore Parmenion, men han var Alexander.
Parmenion förde befälet över det tungt utrustade fotfolket (falangen). I de stora fältslagen förde han vanligen befäl den vänstra flygeln.
I slaget vid Gaugamela hamnade Parmenion som ledde vänsterflygeln i besvär då perserna till antalet var mycket överlägsna, situationen redde dock ut sig då makedonierna på den andra flanken hade drivit iväg perserna och Alexander fått besked om Parmenions kritiska situation. Slaget vanns och makedonierna kunde triumferande marschera in i Babylon.

## Parmenion och Filotas anklagas för konspiration
När Alexander drog iväg på fälttåg mot österlandet och Baktrien (mot nuvarande Afghanistan) lämnade han kvar Parmenion med sina trupper i de centrala delarna av det persiska riket. Parmenion var där ståthållare i Ekbatana. Skälet till detta har det spekulerats kring, förmodligen var Alexander trött på att behöva ta hänsyn till Parmenion. Alexanders stegrande självgodhet och tilltagande storhetsvansinne gjorde att han tycks ha försökt röja de mest framträdande makedonierna ur vägen. I detta ljus bör man nog se de anklagelser som riktades mot Parmenions son Filotas, som också var en av de framträdande generalerna, en av de så kallade beridna kamratkrigarna vilket var en skara makedoniska elitkrigare. Filotas påstods vara delaktig i en konspiration, beviset för detta skulle vara att han kände till att det förekommit mordplaner på kungen utan att tala om det. Det är dock inte otroligt att Filotas helt enkelt inte trodde på de rykten han fått höra och därför inte omtalade dem.
Alexander gjorde sig här av med en person som kunde vara besvärligt ifrågasättande. Filotas avrättades genom att man kastade spjut mot honom. När detta var gjort kunde Alexander inte låta Parmenion leva, detta i princip oberoende om han skulle varit delaktig i någon komplott eller inte. Parmenions rykte, hans tillgång till tusentals soldater och det faktum att han hade mycket närmare till den kungliga skattkammaren i Babylon än Alexander, gjorde att han måste mördas fortast möjligt. Uppdraget gick till en annan av det gamla gardet, en av Filips generaler och vänner Polydramos. Vid ett besök hos Parmenion i Ekbetana höggs den intet ont anande 70-årige mannen ihjäl, hans tid under Alexander började med att han tvingades mörda en kollega; nu var det hans egen tur att bli mördad då han blivit alltför obekväm. 